# Хотел Бристол
Хотел Бристол се налази у Београду, у Карађорђевој улици 50. Због значајног доприноса грађевинском, архитектонском и урбанистичком развоју Београда представља непокретно културно добро као споменик културе.
Хотел Бристол подигнут је као зграда Осигуравајућег и кредитног друштва Београдске задруге између 1910. и 1912. године по пројекту Николе Несторовића, једног од тада водећих српских архитеката. Зграда представља један од првих великих модерних београдских хотела и антологијски је примерак савремене српске архитектуре. Стилска обрада зграде, изведена са сецесијским елементима и мотивима, представља зрелу фазу београдске сецесије.